# Поусо, Омар
Омар Поусо (исп. Omar Heber Pouso Osores; 28 февраля 1980) — уругвайский футболист, полузащитник.

## Клубная карьера
Поусо начал свою карьеру в клубе «Данубио». В первых двух сезонах он мало играл в основе, в основном выходя на замену. Начиная с 2001 года Омар стал одним из ключевых футболистов команды. В том же году он вместе с «Данубио» выиграл серебряные медали чемпионата. В следующем году он повторил это достижение. В сезоне 2004 Поусо впервые в карьере стал чемпионом Уругвая. За 8 лет, проведенных в клубе, Омар сыграл около 200 матчей за «Данубио» во всех турнирах.
В 2006 году Поусо перешёл в один из сильнейших клубов страны, «Пеньяроль». Поусо отыграл в клубе полгода, после чего зимой (летом в Северном полушарии) того же года «черно-желтые» отдали футболиста в аренду в английский «Чарльтон Атлетик». 16 сентября 2006 года в матче против «Портсмута» Омар сыграл свой единственный матч за этот клуб. В декабре 2006 года он возвратился в Уругвай.
В «Пеньяроле» он провёл ещё пару месяцев, после чего заключил контракт с парагвайским клубом «Либертад». В том же сезоне Омар выиграл чемпионат Парагвая. 9 марта 2008 года в матче против «Серро Портеньо» Поусо забил свой первый гол за команду. В том же сезоне он стал чемпионом Клаусуры и Апертуры. В «Либертаде» Поусо провёл 4 сезона, сыграв за команду более 100 матчей.
Летом 2011 года Омар перешёл в аргентинский клуб «Химнасия Ла-Плата» на правах полугодовой аренды с правом последующего выкупа. 24 февраля 2012 года в матче против «Патронато» полузащитник дебютировал в новом клубе. По окончании сезона руководство «Химнасии» приняло решение подписать с Поусо контракт на постоянной основе. 29 сентября 2012 года в матче против «Индепендьенте Ривадавия» Поусо забил свой первый гол за клуб, благодаря чему его команде удалось свести поединок вничью.

## Международная карьера
8 июля 2004 года в матче Кубка Америки против сборной Мексики Поусо дебютировал в сборной Уругвая. На турнире он также принял участие в матчах против сборных Эквадора, Парагвая, Бразилии и Колумбии, заняв с национальной командой третье место.

## Достижения
Командные
 «Данубио»
- Чемпионат Уругвая по футболу — 2004

 «Либертад»
- Чемпионат Парагвая по футболу — 2007
- Чемпионат Парагвая по футболу — Клаусура 2008
- Чемпионат Парагвая по футболу — Апертура 2008

Международные
 Уругвай
- Кубок Америки по футболу — 2004